# Orlivka, Iampil
Orlivka (în ucraineană Орлівка) este localitatea de reședință a comunei Orlivka din raionul Iampil, regiunea Sumî, Ucraina.

## Demografie
Componența lingvistică a localității Orlivka
     Ucraineană (96,49%)
     Rusă (3,32%)
     Alte limbi (0,09%)
Conform recensământului din 2001, majoritatea populației localității Orlivka era vorbitoare de ucraineană (96,49%), existând în minoritate și vorbitori de rusă (3,32%).